# Trey Thompkins

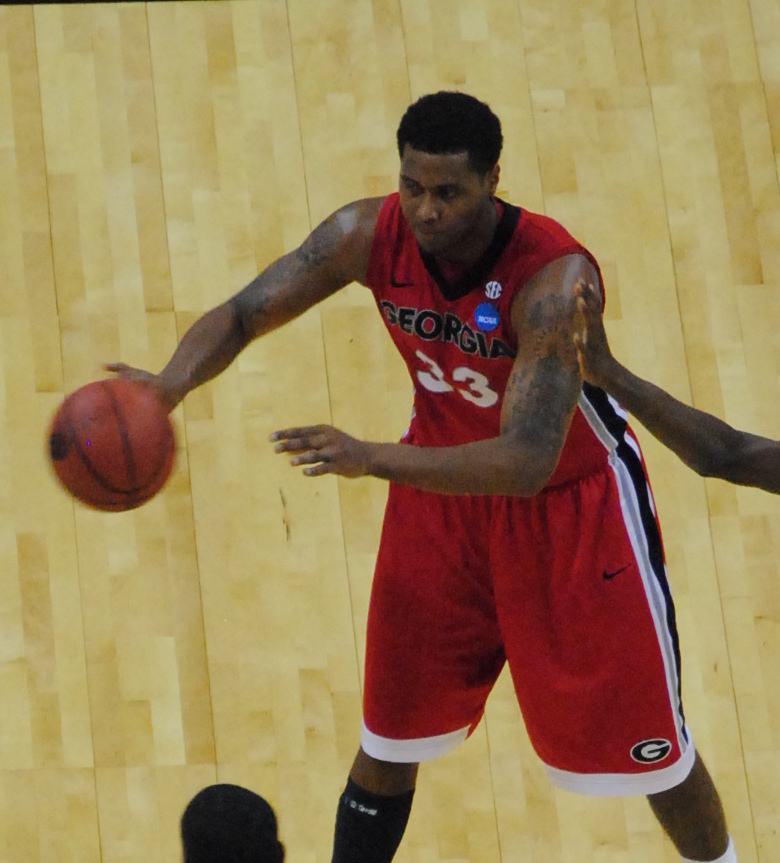
Trey Thompkins, 2011.

Howard Samuel "Trey" Thompkins III, född 29 maj 1990 i Lithonia i Georgia, är en amerikansk professionell basketspelare (PF) som spelar för KK Crvena zvezda i Serbien. Han har tidigare spelat för Los Angeles Clippers i National Basketball Association (NBA) och i Europa för BK Nizjnij Novgorod, Real Madrid Baloncesto och BK Zenit Sankt Petersburg.
Thompkins draftades av Los Angeles Clippers i andra rundan i 2011 års draft som 37:e spelare totalt.
Innan han blev proffs studerade Thompkins vid University of Georgia och spelade för deras idrottsförening Georgia Bulldogs.
Han är kusin till Ronnie Brown och Ashton Hagans.